# Reino de Georgia Occidental
El Reino de Georgia Occidental (en georgiano: დასავლეთ საქართველოს სამეფო, dasavlet' sak'art'velos samep'o) fue un estado caucásico de finales de la Edad Media, extendiendo su apogeo de la ciudad de Sochi y a lo largo de las montañas del Cáucaso en el norte y desde las montañas Likhi en el este, hasta Anatolia en el sur y el Mar Negro en el oeste. Constituido como una monarquía feudal, el reino fue establecido, en respuesta a la ocupación mongola del resto de Georgia, por el rey David VI en 1259. A lo largo de las décadas, el país cayó en el caos y se transformó en una federación de principados autónomos, como Mingrelia, Guria, Svanetia y Abjasia.
En varias ocasiones, Georgia Occidental fue invadida y anexada por su contraparte oriental, pero la dinastía Bagrationi de Imericia continúo reclamando el trono de Kutaisi y aprovechó los trágicos eventos vinculados a las invasiones extranjeras para recuperar la independencia occidental en 1389, 1396 y 1463. El reino salió victorioso en la guerra del triunvirato de Georgia en 1490, asegurando un futuro independiente como Reino de Imericia hasta 1810.
La comunidad histórica moderna ve al Reino de Georgia Occidental como un estado perdido en el caos de los conflictos internos, lo que resultó en un pueblo pobre, una economía desastrosa y una división política interna que continuaría debilitando a su sucesor hasta la conquista rusa del siglo XIX.